# Gorgasaliplein
Het (Vachtang) Gorgasaliplein (Georgisch: ვახტანგ გორგასლის მოედანი, Vachtang Gorgaslis Moëdani) is een plein in het centrum van de Georgische hoofdstad Tbilisi. Het plein is vernoemd naar de Georgische koning Vachtang I Gorgasali. Het Gorgasaliplein ligt tussen de twee oudste buurten van de stad, Kala en Abanotoebani, en is met een brug over de Mtkvari verbonden met het derde oude deel van Tbilisi, de wijk Metechi.

## Naamgeving
Het plein heeft verschillende namen gehad. Vanwege de ligging naast stadsmuur en de fortificatie aan de rivier was de oorspronkelijke naam Kasteelplein (ციხის მოედანი, Tsichis Moëdani). Deze naam stond in 1735 ook aangegeven op een kaart van Kartlië van de hand van de Georgische historicus, geograaf en cartograaf Vachoesjti Bagrationi.
Nadat in 1750 de stadsmuur ter plekke was afgebroken, werd de naam (Kvemo) Maidan aangenomen. Maidan is het Perzische woord voor 'stadsplein' en 'kvemo' is het Georgische woord voor 'beneden'. Vanaf de tweede helft van de 19e eeuw werd ook de naam 'Tatarenplein' ('Tatarenmaidan') gebruikt. In 1958 kreeg het plein de huidige naam, (Vachtang) Gorgasaliplein.

## Geschiedenis
Het Gorgasaliplein is sinds de 17e eeuw bekend als het handelsplein van Tbilisi. Er waren dagelijkse markten en karavanen kwamen vanuit het buitenland naar het plein. Rond 1800 had het plein een regelmatige rechthoekige vorm, met de lengteas van het zuidoosten naar het noordwesten, parallel aan de rivier Mtkvari. Er kwamen veel straten op uit. Aan het plein waren een karavanserai en bazaar gelegen.
In deze periode werd het plein van de Mtkvari gescheiden door de stadsmuur en het fort aan de rivier en de Shia-moskee. Een smalle steeg verbond het plein met de brug over de rivier naar de wijk Metechi. Aan het plein waren koninklijke winkels, cafés en restaurants gevestigd, alsmede winkels met voedselwaren. Midden op het plein stond een waag. Daar stond ook een fontein die vers bronwater gaf van de hellingen van de Tabor-bergkam, dat via keramische buizen naar de stad geleid werd.

### Verbouwing in 20e eeuw
De Georgische Sovjetautoriteiten begonnen onder leiding van Lavrenti Beria met een vernieuwing van het plein. In de jaren 1930 werden de oude fortificaties langs de rivier en de moskee afgebroken ten gunste van een nieuwe autoweg langs de oever van de Mtkvari. De afbraak opende het zicht vanaf het plein over de rivier. Dit kwam tot stand in de jaren 1940-1950.
Anno 21e eeuw zijn het plein en de omliggende steegjes, zoals de Sjardenistraat, een toeristische trekpleister met veel nachtleven. In 2014 heropende onder het plein de Meidani Bazar, een ondergronds winkelcentrum.

## Foto's

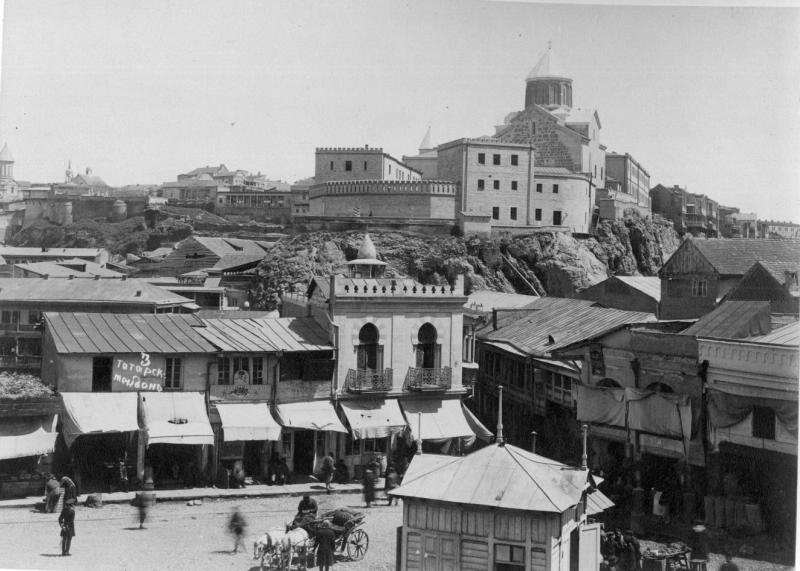
Het Gorgasaliplein op de voorgrond met de Metechigevangenis in de achtergrond (1890, Aleksandre Roinasjvili).
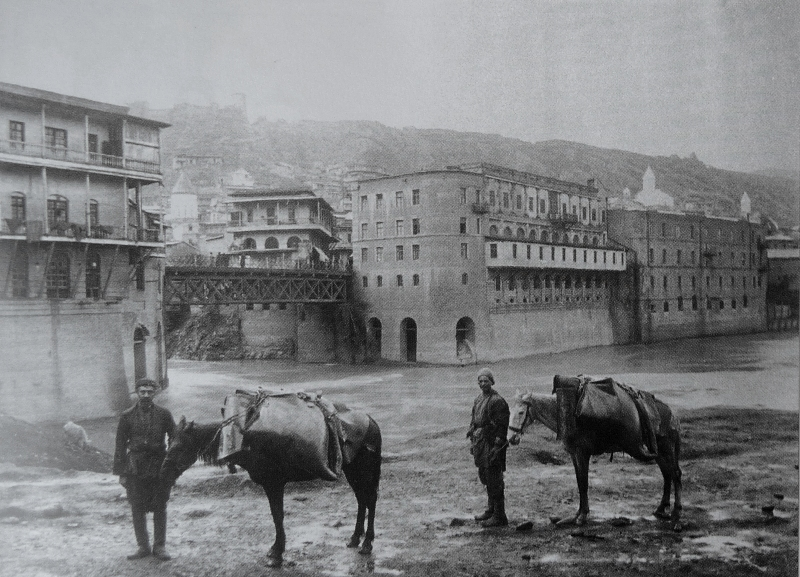
Fortificaties langs de Mtkvari sloten het plein af (eind 19e eeuw, Dmitri Jermakov).
Gorgasaliplein met de oude stad tegen de helling.
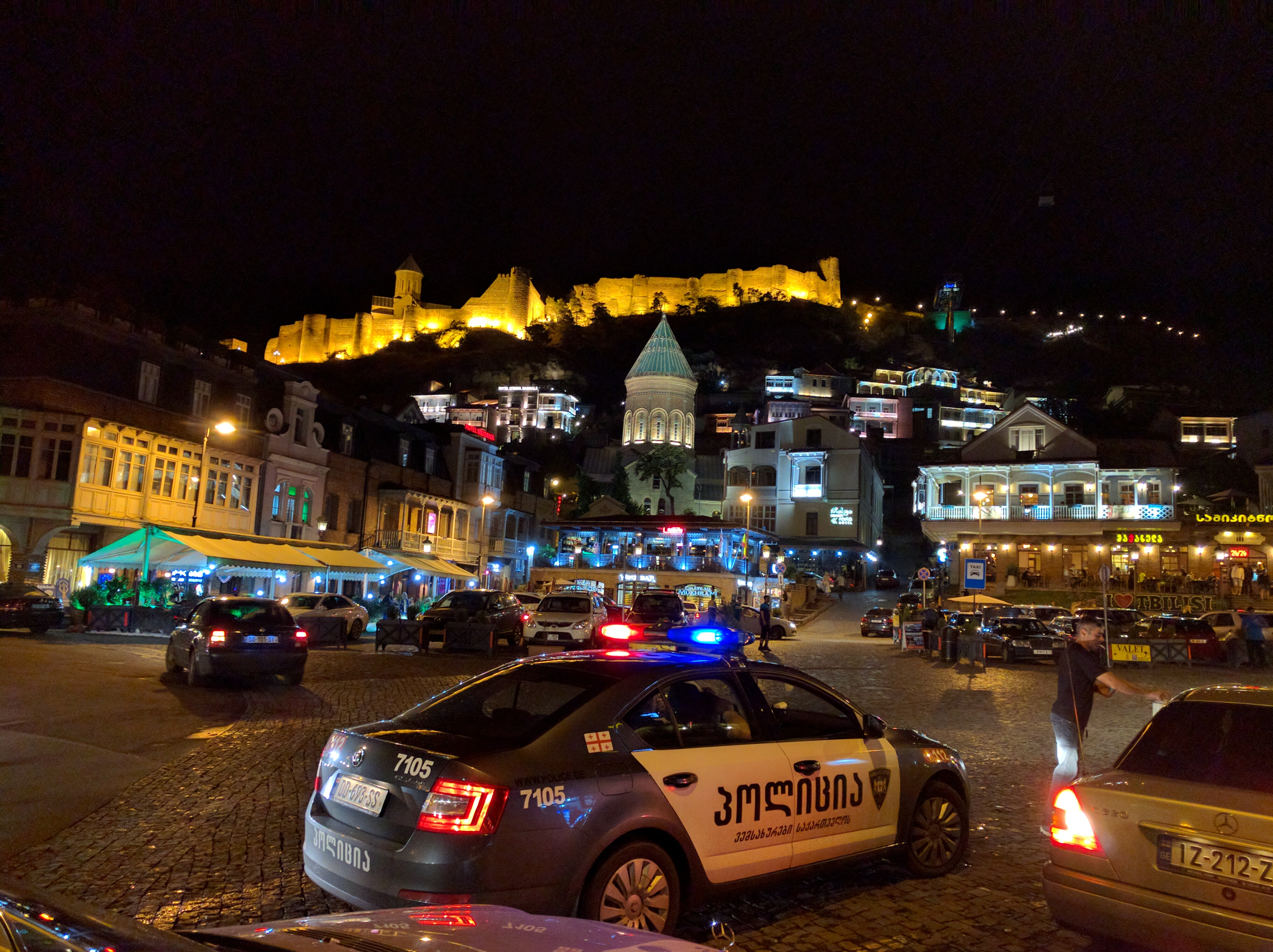
Nachtelijk Gorgasaliplein.